# Мус (тауншип, Миннесота)
Мус (англ. Moose) — тауншип в округе Розо, Миннесота, США. На 2000 год его население составило 134 человека.

## География
По данным Бюро переписи населения США площадь тауншипа составляет 94,4 км², из которых 94,4 км² занимает суша, водоёмов нет.

## Демография
По данным переписи населения 2000 года здесь находились 134 человека, 48 домохозяйств и 38 семей. Плотность населения —  1,4 чел./км². На территории тауншипа расположено 53 постройки со средней плотностью 0,6 построек на один квадратный километр. Расовый состав населения: 100,00 % белых.
Из 48 домохозяйств в 39,6 % воспитывались дети до 18 лет, в 70,8 % проживали супружеские пары, в 2,1 % проживали незамужние женщины и в 20,8 % домохозяйств проживали несемейные люди. 16,7 % домохозяйств состояли из одного человека, при том 10,4 % из — одиноких пожилых людей старше 65 лет. Средний размер домохозяйства — 2,79, а семьи — 3,18 человека.
33,6 % населения — младше 18 лет, 4,5 % — в возрасте от 18 до 24 лет, 28,4 % — от 25 до 44, 20,9 % — от 45 до 64, и 12,7 % — старше 65 лет. Средний возраст — 33 года. На каждые 100 женщин приходилось 119,7 мужчин. На каждые 100 женщин старше 18 приходилось 134,2 мужчин.
Средний годовой доход домохозяйства составлял 28 750 долларов, а средний годовой доход семьи —  33 125 долларов. Средний доход мужчин —  28 750  долларов, в то время как у женщин — 30 625. Доход на душу населения составил 13 419 долларов. За чертой бедности находились 20,0 % семей и 18,5 % всего населения тауншипа, из которых 23,1 % младше 18 и 41,2 % старше 65 лет.